# Ґзовське-Буди
Ґзовське-Буди (пол. Gzowskie Budy) — село в Польщі, у гміні Єдльня-Летнісько Радомського повіту Мазовецького воєводства.